# We Are All on Drugs
"We Are All on Drugs" és el segon senzill de l'àlbum Make Believe, cinquè en la trajectòria del grup estatunidenc Weezer. Contràriament a la creença popular, la cançó no tracta específicament sobre les drogues, sinó de la sobreestimulació de la societat, que és addicte a internet, al joc, a les drogues i a les relacions.
El grup va gravar dos videoclips, un incloent la cançó sobre una versió reeditada del videoclip "Fear No Evil" de Grim Reaper, de l'any 1985, i un altre centrat en Rivers Cuomo deambulant en un món ple de drogues. La segona versió fou dirigida per Justin Francis i es tracta del videoclip amb el rodatge més complex del grup de tota la seva carrera.
Per poder emetre el videoclip al canal MTV, van haver de canviar el títol de la cançó per "We Are All in Love", fet que va enfadar a molts seguidors del grup. Patrick Wilson va suggerir originalment el títol "We Are All on Hugs". Tot i això, en el videoclip, Cuomo llegeix un diari en una barberia on apareix un titular amb el títol original de la cançó.

## Llista de cançons
7" Retail (vinil rosa) (Regne Unit)
1. "We Are All on Drugs"
2. "Beverly Hills" (Urbanix Mix)

CD Retail (Regne Unit)
1. "We Are All on Drugs"
2. "Beverly Hills" (Urbanix Mix)
3. "Burndt Jamb" (Directe)
4. "We Are All on Drugs" (Videoclip)

El videoclip inclòs en el CD es tracta de la primera versió gravada sobre una reedició del videoclip de "Fear No Evil". de Grim Reaper.

## Personal
- Rivers Cuomo – cantant, guitarra solista
- Patrick Wilson – percussió
- Brian Bell – guitarra rítmica
- Scott Shriner – baix
- Rick Rubin – productor